# TV Maci
A TV Maci először 1963. április 15-én jelent meg a Magyar Televízióban, és az Esti mese szignálfilmje volt.

## Története
Október 23-án van a TV Maci hivatalos születésnapja, ez valójában nem az első tévés szereplése, hanem Bálint Ágnes születésnapja, aki az Esti mese szignálfilmjének eredeti forgatókönyvét írta, valamint a maci karakterét is ő találta ki. A bábfigurát Szabó László iparművész készítette.

### 1963–1981
Az 1960-as és 70-es évek TV Maciját Lengyel Zsolt terve alapján Köber Tibor alkotta meg. 1963. április 15-én a rádióújságban ezt olvashatták a nézők: „Ettől a naptól fogva egy kis mackó is hallgatja az esti mesét!”
„Szép álmokat, gyerekek!” – ezzel a címmel kezdődött a műsor, amiben először jelent meg a képernyőn a Maci. Ekkor még fekete-fehér volt, de már szépen megmosta a fogát, leült a tévé elé, majd a mese befejezését követően elment aludni. 1970-ben Bálint Ágnes Jó éjszakát, Maci! címmel könyvet írt.
A Maci akkora sikert aratott, hogy 1980-ban még a súlytalanságba is elkísérte Farkas Bertalan magyar űrhajóst, és együtt mondtak mesét fentről, az űrhajóból.

### 1981–1983
1981-ben már nagyon időszerű volt, hogy a TV Macit és környezetét modernizálják. Koch Aurél tervező és Tóth A. Pál rendező-animátor látott hozzá Maci megújításához. A játékát, Valérkát is lecserélte egy Csutkababára. Macinak sikerült új ruhatárat beszereznie, és a bútorait is megújította. Sőt a kor divatjának megfelelően gitározni is megtanult. Bálint Ágnes a Maciról új könyvet is írt, Én vagyok a Tévé-Maci címmel. Maci lakását Kende Márta és munkatársai készítették.
Koch Aurél TV Macijának 1983-ban lejárt az ideje. Rudi Zoltán kijelentette: meg kell reformálni a gyerekek kedvencét. Az MTV elnöke utasítást adott a bábfigura „újragondolására”.
„Határozottan ragaszkodnék a Tévémacihoz! Együtt repültünk a súlytalanságban. A szívemhez nőtt ez a figura, és szerintem sokan így vagyunk ezzel az országban.” – vélekedett Farkas Bertalan. Endrei Judit viszont csak apró módosításokat végzett volna rajta.

### 1983–
A megújított TV Macit Foky Ottó készítette a Pannónia Filmstúdióban, 1982-ben kockázós bábfilmtechnikával. Csutkababát lecserélte Paprika Jancsi figurájára.
1998-ban az MTV levette a műsorról a Foky Ottó-féle 1982-es TV Macit, mert elavultnak tartotta az akkori programigazgató. A felháborodás akkora lett, hogy fél év múlva visszakerült az M2-re.

### 2012
2012. április 15-én ismét menesztették a Foky Ottó-féle TV Macit, és helyette új változat készült. Az újratervezett TV Maci már nem egyedül ül le esténként a képernyő elé, hanem testvérével, és a kor szelleméhez igazodva számítógépezik is. Ez az új változat azonban nem aratott sikert sem a tévénézők, sem az internethasználók körében, ezért négy hónap után levették a képernyőről, és újra elfoglalta a korábbi helyét Foky Ottó figurája.

### A TV Maci különkiadásai
- Ünnep(ek)
- Nemzeti ünnep(ek)
- Születésnap

## Zene
Pécsi József Dörmögő Dömötör Istók gazda udvarán című művének részletei fagotton előadva, Vajda József előadásában.